# Dřeváky (opera)
Dřeváky (ve slovenském originále Dreváky) je komická opera o jednom dějství a dvou obrazech slovenského skladatele Jaroslava Meiera na vlastní libreto podle stejnojmenné povídky francouzského spisovatele Guy de Maupassanta z roku 1883. Poprvé byla provedena 13. května 1978 v Opeře Divadla Jozefa Gregora Tajovského v Banské Bystrici.

## Vznik a charakteristika opery
Původem český skladatel Jaroslav Meier působil od roku 1949 jako referent pro vážnou hudbu bratislavského studia Československého rozhlasu a při vzniku bratislavské redakce Československé televize se stal šéfredaktorem Hlavní redakce hudební ho vysílání. V této funkci nejen značně ovlivňoval hudební život na Slovensku, ale byla i s ní spojena i většina jeho autorské tvorby. Svou první operu Noc před nesmrtelností (1975) i operu pro děti Vrabčáci (1982) napsal přímo pro televizi a i jeho druhá opera byla původně plánována pro toto médium, avšak nakonec se prosadila i v jevištní podobě.
Maupassantova povídka je poměrně stručná, na děj chudá anekdota. Meierovo vlastní zpracování na libreto považuje muzikolog a hudební historik Igor Vajda za „vydařený přepis“; autor mimo jiné doplnil postavu Omontova kočího, přesunul děj z Maupasantovy současnosti do 18. století a poněkud pozměnil pointu příběhu. Výsledek je dle Vajdy „hudebnědramatickým žánrovým obrázkem s prvky lyriky, grotesky a komiky“. Kritika po divadelní premiéře však Dřevákům vytýkala lineárně vedený příběh, jehož epika byla podle recenzentky Evy Michalové v časopise Hudobný život „velmi prostá a málo přitažlivá“ a „neposkytovala pro hudebně-dramatický žánr, jako je opera, dostatečně výstižnou a trefnou akčnost“; Michalová rovněž postrádala potřebné „vtipné a značně výrazné zakončení ve finále opery“. I dle Vajdy je námětem této opery „běžný, až banální příběh s prvky naturalismu“. V banskobystrické inscenaci se tyto nedostatky projevily zvláště v kontrastu s druhou operou, která s Dřeváky tvořila celovečerní program, totiž dramaticky mnohem dokonalejší Angelikou Jacquese Iberta. Dramaturgie Dřeváků zapůsobila lépe až v následném televizním zpracování.
Hudba Dřeváků je v kontextu vážné hudby 70. let velmi tradiční a posluchačsky nenáročná, dobová kritika hovořila o „hudební[m] zpracování respektující[m] zájem a percepční schopnosti televizního diváka“. Igor Vajda tuto operu zařazuje do „retrospektivní vlny“ slovenské operní tvorby. Meier v ní navázal na své zkušenosti s podařenou rekonstrukcí barokní opery Erindo bratislavského rodáka Johanna Sigismunda Kussera, kterou uvedl roku 1969 rovněž v banskobystrickém divadle. Meierův styl v Dřevácích charakterizuje zvolenou epochu, podle Vajdy „stálý pohyb [Meierovy hudby] mezi barokem a klasicismem připomíná některá díla G. Ph. Telemanna, resp. druhou Urbancovu operu Tanec nad pláčem“. Vedle toho v ní nalézá „citace a imitace ze Suchoňovy Krútňavy“. Cení si přehledné faktury, komorní instrumentace (jež občas přechází až k sólovému nástrojovému doprovodu) a srozumitelnosti vokálních partů. Recenze chválí důvtipnou a vyhraněnou charakterizaci postav; Eva Michalová vyzdvihuje „lyricky svěží“ árii Adély „Nikto nevie, čo ja skúsim“. Důmyslná stavba prozrazuje skladatelovy zkušenosti s hrou na varhany: objevují se preludia i fuga varhanního střihu a celá opera je konstruována na půdorysu ronda.

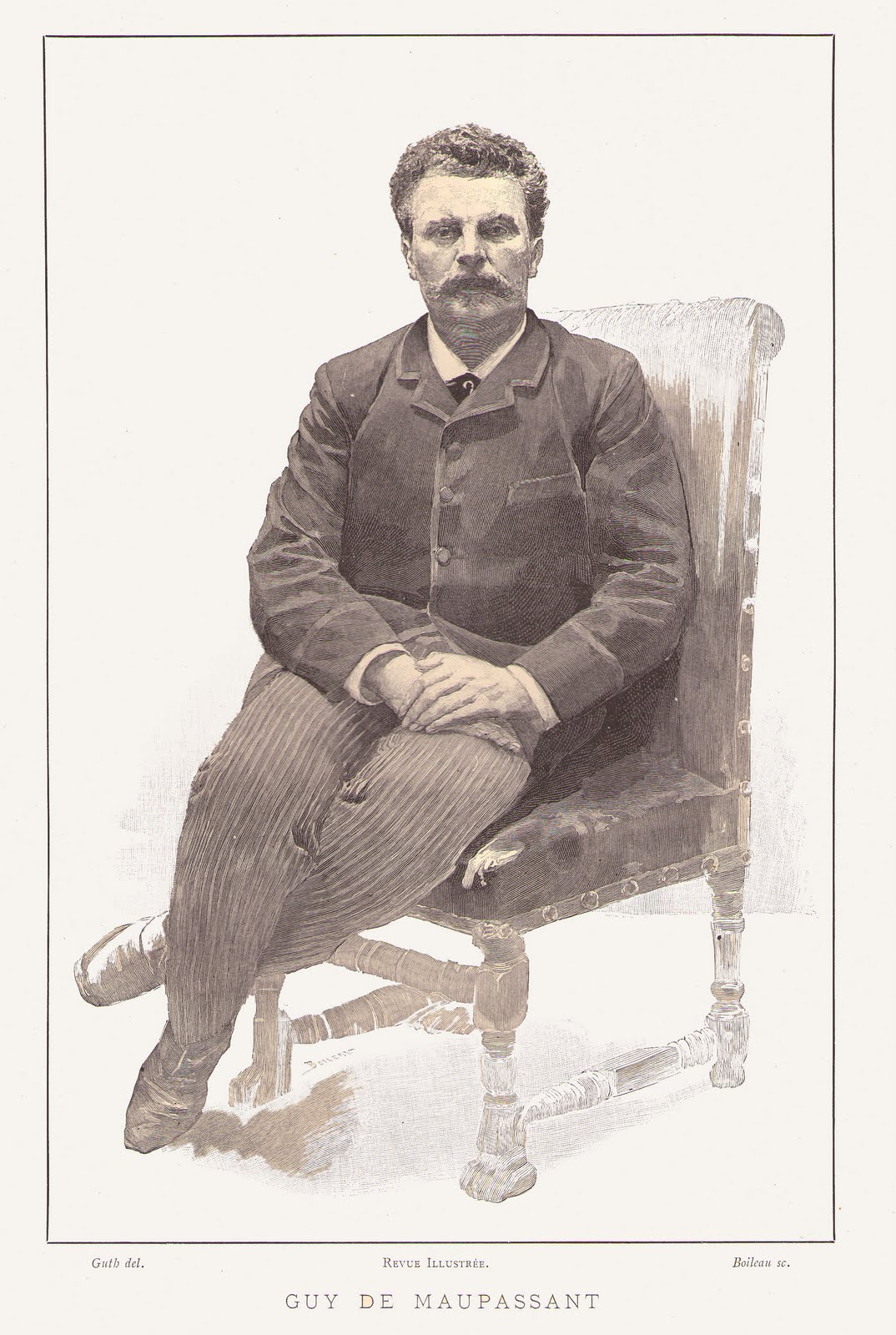
Guy de Maupassant, rytina z 90. let 19. století

Brzy po divadelní premiéře byly Dřeváky natočeny též pro ČST Bratislava a vysílaly se poprvé 12. dubna 1979. Inscenaci režíroval Jozef Palka a roli Jozefíny Malandainové zazpívala a zahrála skladatelova manželka, pěvkyně Marta Meierová. Slovenský libretista a textař Oto Kaušitz (1909–1982) vypracoval německé znění opery, k její zahraniční inscenaci však dosud nedošlo. Ani na Slovensku nebyly Dřeváky – které Igor Vajda označil za „nesporně vydařené dílo“ – dosud (2021) znovu oživeny.

## Osoby a první obsazení
| osoba                            | hlasový obor     | premiéra (13. 5. 1978) | TV premiéra (12. 4. 1979) |
| -------------------------------- | ---------------- | ---------------------- | ------------------------- |
| Celestén Malandain, závozník     | bas              | Andrej Bystran         | Pavol Mauréry             |
| Jozefína Malandainová, jeho žena | mezzosoprán      | Božena Lenhardová      | Marta Meierová            |
| Adéla Malandainová, jejich dcera | soprán           | Anna Kľuková           | Anna Kľuková              |
| César Omont, sedlák vdovec       | bas              | Ján Hadraba            | Štefan Babjak             |
| Filip Dufour, kočí u Omonta      | tenor            | Juraj Sanitra          | Pavol Gábor               |
| Dirigent:                        | Dirigent:        | Miroslav Šmíd          | Miroslav Šmíd             |
| Režie:                           | Režie:           | Koloman Čillík         | Jozef Palka               |
| Scéna a kostýmy:                 | Scéna a kostýmy: | Pavol Herchl           | –                         |
| Kamera:                          | Kamera:          | –                      | Stanislav Szomolányi      |

## Děj opery
Odehrává se ve francouzské vsi v 18. století.
(1. obraz – U Mandalainových) Závozník Celestén Malandain a jeho žena Jozefína se dozvěděli, že sedlák na odpočinku César Omont hledá do domácnosti služku. Malandainovy napadne, že by to byla příležitost pro jejich dceru Adélu, která rozumu moc nepobrala – Omont je postarší muž stále k světu, nemá žádné příbuzné, za příznivých okolností by se mohl stát jejich zetěm. Nařídí tedy Adéle, aby se o místo ucházela, a dávají jí potřebné rady – na jedné straně, aby pána ve všem poslouchala, na druhé straně, aby „v noci neměla své dřeváky vedle gazdových“.
(2. obraz – U Omonta) Matka přivede sceru představit Omontovi a ten ji po krátkém jednání přijme. Nejprve jasně vymezí jejich vztah – Adéla je jen služka, jeho je světnice a její kuchyň. Adéla je poslušná. Ale když mu přinese polévku k obědu a chce odejít, Omont ji zadržuje, protože nerad jí sám, a Adéla musí poobědvat s ním u jednoho stolu. A tak to jde celý den – Omont nerad sám pije kávu, natož kořalku, nerad sám hraje domino a tak podobně. Adéla vždy poslechne. A když se večer odebírá na kutě do jí vykázané komůrky, pán na ni volá – že nerad spí sám. Adéla jde poslušně za ním do ložnice. Ale protože je pamětliva přikázání rodičů, aby její dřeváky v noci nestály vedle sedlákových – zuje si je a nechá za dveřmi… Svatba na sebe nenechá dlouho čekat.

## Instrumentace
Tři flétny (jedna též pikola), dva hoboje, dva klarinety, dva fagoty; čtyři lesní rohy, dvě trubky, dva pozouny, tuba; tympány; harfa; klavír; smyčcové nástroje (housle, violy, violoncella, kontrabasy).